# Дентон (Небраска)
Дентон (англ. Denton) — селище (англ. village) в США, в окрузі Ланкастер штату Небраска. Населення — 189 осіб (2020).

## Географія
Дентон розташований за координатами 40°44′21″ пн. ш. 96°50′46″ зх. д. / 40.73917° пн. ш. 96.84611° зх. д. (40.739248, -96.845973).  За даними Бюро перепису населення США в 2010 році селище мало площу 0,32 км², уся площа — суходіл.

## Демографія
Згідно з переписом 2010 року, у селищі мешкало 190 осіб у 82 домогосподарствах у складі 51 родини. Густота населення становила 600 осіб/км².  Було 86 помешкань (271/км²).
Расовий склад населення:
| - 97,4 % — білих - 1,1 % — чорних або афроамериканців - 1,1 % — азіатів |

До двох чи більше рас належало 0,5 %. Частка іспаномовних становила 1,6 % від усіх жителів.
За віковим діапазоном населення розподілялося таким чином: 24,7 % — особи молодші 18 років, 60,6 % — особи у віці 18—64 років, 14,7 % — особи у віці 65 років та старші. Медіана віку мешканця становила 37,6 року. На 100 осіб жіночої статі у селищі припадало 104,3 чоловіків;  на 100 жінок у віці від 18 років та старших — 116,7 чоловіків також старших 18 років.
Середній дохід на одне домашнє господарство  становив 60 769 доларів США (медіана — 63 333), а середній дохід на одну сім'ю — 63 852 долари (медіана — 62 500). Медіана доходів становила 37 500 доларів для чоловіків та 27 813 долари для жінок. За межею бідності перебувало 15,0 % осіб, у тому числі 37,0 % дітей у віці до 18 років та 0,0 % осіб у віці 65 років та старших.
Цивільне працевлаштоване населення становило 139 осіб. Основні галузі зайнятості: освіта, охорона здоров'я та соціальна допомога — 22,3 %, мистецтво, розваги та відпочинок — 15,8 %, будівництво — 14,4 %.